# کلارکز هاربر
کلارکز هاربر (به انگلیسی: Clark's Harbour) یک شهرک در کانادا است که در بارینگتون واقع شده‌است.

## خصوصیات
کلارکز هاربر ۸۲۰ نفر جمعیت دارد و ۲ متر بالاتر از سطح دریا واقع شده‌است.